# 德佐站
德佐站（日语：／ Tokusa eki */?）是位於山口縣山口市阿東德佐中，西日本旅客鐵道（JR西日本）的山口線車站。

## 歷史
- 1918年（大正7年）11月3日 - 山口線三谷站至此站開通，此站啟用[1]。
  - 當時車站位於山口縣阿武郡德佐村（日语：徳佐村）德佐中。
- 1922年（大正11年）8月5日 - 山口線延長至津和野站[2]。成為中途站[2]。
- 1955年（昭和30年）4月1日 - 隨著阿東町成立，車站地址改為山口縣阿武郡阿東町德佐中。
- 1987年（昭和62年）4月1日 - 伴隨國鐵分割民營化，車站由西日本旅客鐵道（JR西日本）營運[3]。
- 2010年（平成22年）1月16日 - 隨著阿東町編入山口市（第三次），車站地址變成現時的地址。
- 2013年（平成25年）7月28日 - 發生暴雨成災（日语：平成25年7月28日の島根県と山口県の大雨），包括此站在內，宮野站至益田站之間暫停服務（宮野站至地福站之間於8月5日重開，津和野站至益田站於11月16日重開）。地福站至津和野站之間重開日期為平成26年8月23日[4]。

## 車站構造
車站是一座地面車站，設有1面2線的島式月台。車站大樓位於上行線東邊靠近益田一方。兩月台之間設有跨線橋連接。
此站是由新山口站管理的簡易委託車站，日間設有售票業務。此站設有POS終端。

### 月台
| 月台              | 路線    | 上下行 | 方向             |
| ----------------- | ------- | ------ | ---------------- |
| 車站大樓一方（1） | ■山口線 | 上行   | 山口、新山口方向 |
| 車站大樓對面（2） | ■山口線 | 下行   | 津和野、益田方向 |

實際上沒有上述月台編號。上述編號只限列車運輸指令上的編號。另外，任何月台可從兩方向進站或出發。

## 利用狀況
以下為近年的乘車人次列表：
| 年度 | 1日平均 乘車人次 |
| ---- | ---------------- |
| 1999 | 177              |
| 2000 |                  |
| 2001 | 200              |
| 2002 | 221              |
| 2003 | 209              |
| 2004 | 188              |
| 2005 | 163              |
| 2006 | 153              |
| 2007 | 144              |
| 2008 | 122              |
| 2009 | 112              |
| 2010 | 110              |
| 2011 | 111              |
| 2012 | 100              |
| 2013 | 88               |
| 2014 | 78               |
| 2015 | 80               |
| 2016 | 83               |
| 2017 | 88               |
| 2018 | 85               |
| 2019 | 71               |

## 車站周邊
- 山口市政廳（日语：山口市役所）阿東綜合分所
- 德佐郵局
- 山口縣立山口高等學校德佐分校（日语：山口県立山口高等学校徳佐分校）
- 山口市立阿東東中學
- 國道9號
- 防長交通（日语：防長交通） 德依站入口巴士站

## 相鄰車站
西日本旅客鐵道（JR西日本）
■山口線
- 臨時快速「SL山口號」、特急「超級隱岐」停車站

鍋倉－德佐－船平山

## 注腳
1. 1 2  歴史でめぐる鉄道全路線 国鉄・JR 7号、12頁
2. 1 2  歴史でめぐる鉄道全路線 国鉄・JR 7号，13頁
3. ↑  歴史でめぐる鉄道全路線 国鉄・JR 7号，15頁
4. ↑  山陰線（須佐～奈古駅間）、山口線（地福～津和野駅間）の運転再開見込みなどについて （页面存档备份，存于）（日語） - 西日本旅客鐵道新聞稿，2014年7月16日
5. ↑  山口県統計年鑑 （页面存档备份，存于）（日語） - 山口縣

## 外部連結
- 德佐｜車站資訊：JR出門網 - 西日本旅客鐵道（日語）